# Among the Sleep
Among the Sleep ist ein vom norwegischen Entwicklerstudio Krillbite Studio entwickeltes Computerspiel. Das Horror-Adventure wurde unter anderem über die Crowdfunding-Plattform Kickstarter finanziert und im Mai 2014 veröffentlicht.

## Handlung
Das Spiel startet am zweiten Geburtstag eines namenlosen Kindes. Der Spieler erforscht in der Rolle dieses Kindes seine mysteriöse Umgebung und muss unter anderem durch Lösen von Rätseln im Spiel vorankommen. Nach dem mysteriösen Verschwinden des Teddybären, welcher die Begleitung des Babys darstellt, macht sich das Kleinkind auf die Suche nach diesem und findet ihn mit Erfolg auf, doch nicht nur der Teddybär verschwand, sondern auch die Mutter. So beginnt die „Reise“ des namenlosen Kindes.

## Spielprinzip und Technik
Das mit Hilfe der Unity-Engine erstellte Among The Sleep ist ein First-Person-Adventure, das heißt, die Darstellung des Geschehens erfolgt aus der Perspektive des Spielers. Die Kamera ist dabei in allen Richtungen frei drehbar. Die Fortbewegung innerhalb der Spielwelt erfolgt über die WASD-Tasten. Die Interaktion mit der Umgebung erfolgt über einen in der Bildschirmmitte fixierten Cursor. Dieser nimmt eine alternative Form an, wenn er über einem Objekt positioniert wird, mit dem eine Interaktion möglich ist, woraufhin ein Mausklick diese Interaktion auslöst. Auf die Weise können Gegenstände bewegt oder über kürzere Distanzen hinweg getragen sowie, je nach Natur des Gegenstands, aktiviert oder geöffnet werden. Die Spielzeit beträgt etwa anderthalb bis zwei Stunden.

## Sprecher
| Rolle  | Sprecher      |
| ------ | ------------- |
| Mutter | Cia Court     |
| Teddy  | Roger Jackson |

## Rezeption
Among the Sleep erhielt gemischte bis negative Bewertungen. Die Rezensionsdatenbank Metacritic aggregiert 40 Rezensionen zu einem Mittelwert von 66. Es wurde unter anderem die Atmosphäre des Spiels gelobt, wohingegen beispielsweise dessen geringer Umfang kritisiert wurde.
Das deutsche Printmagazin GameStar lobte die „fantastisch designte und abwechslungsreichen Welt, die vor kleinen Details, unheimlicher Atmosphäre und einer beängstigend gut eingesetzten Geräuschkulisse nur so strotzt“. Es kritisierte repetitive und unterfordernde Rätsel sowie die kurze Spielzeit, die den damaligen Vollpreis des Spiels unangemessen hoch erscheinen lasse.
Bis März 2015 wurden über 100.000 Kopien des Spiels verkauft.